# CHEOPS (Weltraumteleskop)
Cheops (Eigenschreibweise CHEOPS, für CHaracterising ExOPlanet Satellite) ist ein Weltraumteleskop der Europäischen Weltraumorganisation (ESA) mit dem Missionsziel, Exoplaneten in der Umgebung des Sonnensystems zu charakterisieren und zu untersuchen. Es soll dafür etwa 400 Sterne mit bereits bekannten Planetensystemen aus einer Erdumlaufbahn beobachten.
Der Satellit ist die erste einer möglichen Reihe sogenannter S-Klasse-Missionen, die innerhalb vergleichsweise kurzer Zeit (4 Jahre) und mit beschränktem Budget realisiert werden sollen. Die Mission wurde im Oktober 2012 aus insgesamt 26 Vorschlägen ausgewählt, die im Frühjahr des Jahres angefordert worden waren. Hauptpartner der ESA ist die Schweiz, weitere Beiträge kommen aus zehn anderen Ländern. Der Satellitenbus basiert auf dem AstroBus von Airbus. Am 18. Dezember 2019 startete eine Sojus-Rakete mit dem Teleskop an Bord ins All.

## Ziele
Cheops untersucht helle, aber wenig aktive Sterne mit bereits nachgewiesenen Exoplaneten in der Größe zwischen einer Supererde und Neptun mittels ultrapräziser Photometrie. Die beobachteten Objekte wurden bereits vor der Mission gefunden, z. B. durch die RV-Methode oder bodengestützte Transitsuchen wie NGTS. Es wurde erwartet, dass NGTS ungefähr 50 Ziele mit weniger als sechs Erdradien Durchmesser für die Mission finden wird. Diese Sterne sind hell genug, um später Messungen der Radialgeschwindigkeiten in entsprechender Präzision zu ermöglichen. Das System soll bei Sternen der Magnitude V < 9 eine photometrische Genauigkeit von 20 ppm für 6-Stunden-Zeitskalen erreichen und 85 ppm über 3 Stunden bei Magnitude V < 12. Es konzentriert sich dabei auf die hellsten Sterne, bei denen sowohl präzise Planetenmassen (RV-Methode) als auch durch Cheops Planetenradien auf 10 % genau bestimmt werden können. Aus Masse und Durchmesser kann die Dichte berechnet werden, die wiederum Rückschluss über die Beschaffenheit des Exoplaneten ermöglicht. So lässt sich bestimmen, ob der Planet überwiegend aus Gestein, Eis oder Gas besteht. Dadurch kann Cheops auch bei der Auswahl von zu beobachtenden Planeten helfen, die später mit teuren Großteleskopen wie dem JWST, dem Hubble-Weltraumteleskop oder dem ELT genauer untersucht werden sollen.

## Technik
Cheops führt hochpräzise Helligkeitsmessungen mit einem Teleskop von 32 cm Öffnung und 1,2 m Länge durch und beobachtet erwartete Passagen von Exoplaneten vor deren Zentralstern mittels der Transitmethode. Aufgrund der Messungen werden deren Größen, Massen und mögliche Atmosphären charakterisiert. Die Öffnung des Teleskops ist wesentlich größer als bei den Teleskopen wie TESS oder Kepler, die auf die Suche nach extrasolaren Welten und nicht auf deren Untersuchung ausgelegt waren. Damit das Bild des Sterns möglichst viele der CCD-Pixel des Teleskopsensors bedeckt und die Untersuchung möglichst genau wird, wird das Teleskop bei seinen Untersuchungen unscharf eingestellt.
Der etwa 290 kg schwere Satellit befindet sich in einem 700 km hohen sonnensynchronen Orbit (SSO). Cheops überträgt die wissenschaftlichen und die Telemetrie- und Steuerungsdaten im S-Band. Das Teleskop und insbesondere die Radiatoren, welche die Elektronik kühlen, werden durch die Solarpanele und einen kleinen Sonnenschild vor der Sonnenwärme geschützt.

## Geschichte
Im Jahr 2008 planten Willy Benz und Didier Queloz eine Machbarkeitsstudie für einen Kleinsatelliten als neuen Forschungsschwerpunkt für den Schweizerischen Nationalfonds. Die Machbarkeitsstudie entstand 2010 ohne den Nationalfonds, aber mithilfe anderer Partner. Das Projekt schien infolgedessen gestorben, da ein Weltraumprojekt im Umfang von 100 Millionen Franken für die Schweiz alleine zu teuer war. Im Frühjahr 2012 schrieb die bis dahin nur größere Missionen unterstützende ESA erstmals eine Mission dieser Klasse aus. Die Berner Astronomen bildeten daraufhin ein Konsortium von 11 Nationen. 33 Millionen Franken steuerte die Schweiz bei und deren Industrie stellte die Struktur des Satelliten her. Die Optik stammt aus Italien, die Elektronik aus Deutschland. Im Oktober 2019 wurde der Satellit nach Tests auf den Europäischen Weltraumbahnhof gebracht, von wo aus er schließlich am 18. Dezember 2019 mit einer Sojus-Rakete gestartet wurde.
Die Primärmission von Cheops dauerte dreieinhalb Jahre. Danach wurde eine erweiterte Mission von mindestens drei Jahren genehmigt.

## Missionsverlauf seit dem Start

### 2020
Nach dem Start im Dezember 2019 wurden zu Beginn des Jahres 2020 die ersten Tests durchgeführt. Dazu wurden unter anderem bekannte Sterne beobachtet, um die Leistungsfähigkeit der Instrumente im Orbit zu prüfen. Das erste Objekt war der Stern HD 70843. Das Bild von HD 70843 zeigte die erwartete und gewünschte Verzerrung und stellte einen wichtigen Zwischenschritt bei der Vorbereitung der wissenschaftlichen Mission dar. Ein weiteres wichtiges Ziel war zu zeigen, dass die Helligkeitsmessung eines Sterns mit einer Varianz von lediglich 0,002 % durchgeführt werden kann. Hierzu wurde der Stern HD 88111 beobachtet, von dem bis dahin keine Exoplaneten bekannt waren. Das Signal zeigte eine Varianz von 0,0015 % und konnte damit die Erwartungen erfüllen. Im weiteren Verlauf ging es darum, erste Planetenbeobachtungen mittels der Transitmethode durchzuführen. Ein erster Erfolg wurde im Frühling 2020 erreicht, als der Planet KELT-11b um den Stern HD 93396 beobachtet wurde. Dieser Planet umkreist seinen Mutterstern in nur 4,7 Tagen. Mithilfe der Daten von Cheops konnte der Durchmesser des Planeten mit 181.600 ± 4300 km bestimmt werden. Diese Messung war 5-mal präziser als vorangehende bodengestützte Messungen. Daher konnte die wissenschaftliche Mission wie geplant beginnen. Zu ihren ersten Zielen gehörte eine Auswahl von Sternen und deren bekannten Exoplaneten, unter anderem bei 55 Cancri und Gliese 436.
Im Oktober 2020 wich Cheops einem Trümmerteil eines chinesischen Satelliten aus. Gemäß Angaben der Mission hätte das Trümmerteil ohne Ausweichmanöver Cheops bis zu 500 Meter nahe kommen können. Da solche Berechnungen ungenau sind, bestand trotzdem ein Kollisionsrisiko von 1:10.000. Während des Ausweichmanövers wurden die Instrumente von Cheops vorsichtshalber heruntergefahren.

### 2021
Im Jahr 2021 wurden weitere Exoplaneten im System des etwa 200 Lichtjahre entfernten Sterns TOI-178 entdeckt. Es handelt sich um sechs Planeten, von denen sich fünf in einer harmonischen Bahnresonanz befinden. Zuvor waren nach Entdeckung des Systems durch das Weltraumteleskop Tess drei Planeten bekannt. Die detaillierten Untersuchungen mit Cheops und weiteren Teleskopen förderten nun weitere Planeten und Details zutage, so die sehr unterschiedliche Dichte der Planeten. Laut Studienautor Leleu fordert das System somit das Verständnis zur Entstehung und Entwicklung von Planetensystemen heraus.
Im selben Jahr konnte um den sonnenähnlichen Stern Nu2 Lupi in 48 Lichtjahren Entfernung der Transit der drei bekannten Planeten des Systems beobachtet werden. Eine Überraschung stellte der zufällige Transit des äußersten Planeten dar, von dem aufgrund seiner langen Umlaufzeit von 107 Tagen kein Transit während der Beobachtung erwartet worden war. Es war damit der erste beobachtete Transit eines Planeten mit derart langer Umlaufzeit. Alle Planeten sind aufgrund ihrer großen Nähe zum Stern mutmaßlich unbewohnbar, aber dennoch interessant für Folgeuntersuchungen wegen der relativen Nähe dieses Systems zur Erde. Überraschend ist der detektierte hohe Wassergehalt der Planeten Nu2 Lupi c und Nu2 Lupi d, wobei das Wasser vermutlich in Form von Wasserdampf und Hochdruckeis vorliegt. Obwohl der Zentralstern zur Sonne vergleichbare Eigenschaften hat, befinden sich die drei Planeten im Vergleich zum Sonnensystem deutlich näher. Nu2 Lupi b und c sind innerhalb der Merkurbahn, der äußere Nu2 Lupi d würde sich zwischen Merkur und Venus befinden. Eine Folgestudie im Jahr 2022 versuchte während des Transits von Nu2 Lupi d mögliche Exomonde nachzuweisen, konnte jedoch keine finden, dafür aber die Charakterisierung des Systems präzisieren.
Ebenfalls wurde das System HD 3167 untersucht. In diesem System bewegen sich die Planeten auf extrem unterschiedlichen Bahnen. Während der innerste Planet HD 3167b in lediglich einem Tag den Zentralstern umrundet und mittels Transitmethode nachgewiesen werden kann, sind die äußeren Planeten mit etwa 90° stark geneigt.

### 2022
2022 wurde die Beobachtung veröffentlicht, dass der Exoplanet WASP-103b durch extreme Gezeitenkräfte zur Gestalt eines Rugbyballs verformt wird. Der Planet mit der anderthalbfachen Jupitermasse umrundet seinen Zentralstern in lediglich 22 Stunden in einem Abstand von etwa 0,02 AE.

### 2023
2023 wurde die Entdeckung eines Rings um das transneptunische Objekt Quaoar im Sonnensystem bekannt gegeben. Die Existenz eines Rings, der sich nicht zu einem Mond entwickelt hat, gibt Forschern Rätsel auf. Ebenfalls wurde 2023 mithilfe von Cheops eine Okkultation von 55 Cancri e, des innersten Planeten von 55 Cancri, untersucht. Das Teleskop untersuchte außerdem den Exoplaneten LTT9779 b. Dieser heiße Neptun reflektiert geschätzt 80 % des einfallenden Lichts seines Sterns. Ursache der Reflexion sind metallhaltige Wolken. Der Planet befindet sich sehr nahe an seinem Stern und in einer Zone, in der bisher kaum Planeten vergleichbarer Masse entdeckt wurden, sondern lediglich deutlich massereichere Hot Jupiters oder masseärmere terrestrische Planeten. Später wurde auch um HD 110067 ein System aus sechs Mini-Neptunen in einer gemeinsamen Bahnresonanz entdeckt.

### 2024
2024 wurde basierend auf den früheren Untersuchungen mit CHEOPS eine Studie veröffentlicht, in der mit dem James-Webb-Weltraumteleskop die Atmosphäre des Planeten 55 Cancri e untersucht wurde. Ferner konnte möglicherweise beim Planeten WASP-76b eine Glorie entdeckt werden. Diese würde durch Metalltröpfchen auf dem extrem heißen Planeten hervorgerufen. Darüber hinaus unterstützten Daten des CHEOPS Teleskops bei der Entdeckung von Gliese 12b, dem bisher nächsten Exoplaneten in der habitablen Zone, der Transits zeigt.

## Öffentlichkeitsarbeit
Zwischen März und Oktober 2015 veranstaltete die ESA einen Wettbewerb, bei dem Kinder Zeichnungen zum Thema Weltraum oder Cheops einreichen konnten. Von über 8000 Zeichnungen wurden 2748 ausgelost, die tausendfach verkleinert auf zwei Titanplatten an der Berner Fachhochschule in Burgdorf mittels Laser eingraviert wurden und mit Cheops ins All gestartet sind.